# Distribution Stephenson
 (janvier 2022).
Si vous disposez d'ouvrages ou d'articles de référence ou si vous connaissez des sites web de qualité traitant du thème abordé ici, merci de compléter l'article en donnant les références utiles à sa vérifiabilité et en les liant à la section « Notes et références ».
La  Distribution Stephenson est un modèle de distribution de vapeur qui était largement utilisé dans le monde entier sur tous les types de machine à vapeur. Il tire son nom de Robert Stephenson mais fut en réalité inventé par ses employés.

## Historique

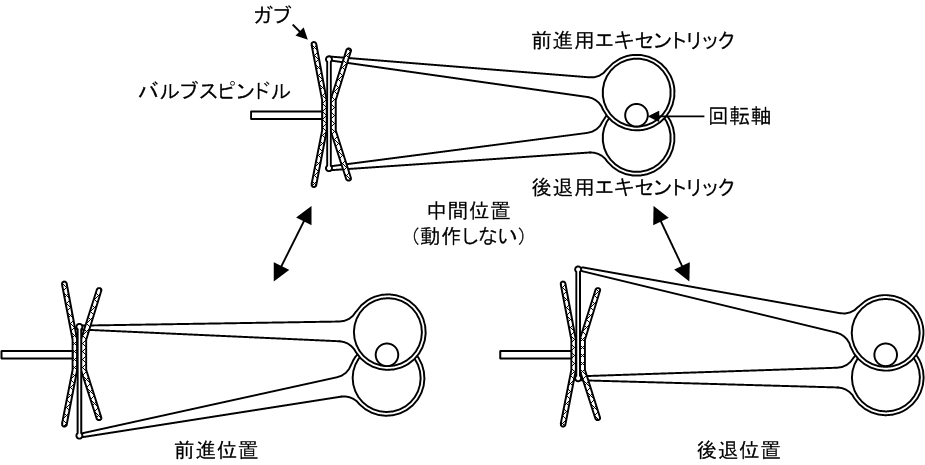
Schémas d'une distribution à fourchette

Au cours de la décennie 1830, le système de distribution le plus populaire sur les locomotives était la distribution à fourchette (connu sous les noms de gab motion en Angleterre et de V-hook motion aux États-Unis). La distribution à fourchette utilisait deux ensembles d'excentriques et de bielle pour chaque cylindre; l'un  pour la marche avant et le second pour la marche arrière. L'un où l'autre de ces ensembles bielle/excentrique actionne le tiroir de distribution par l'intermédiaire d'une glissière terminée par des embouchures en « V ». Il s'agissait d'un mécanisme rigide et difficile à opérer.

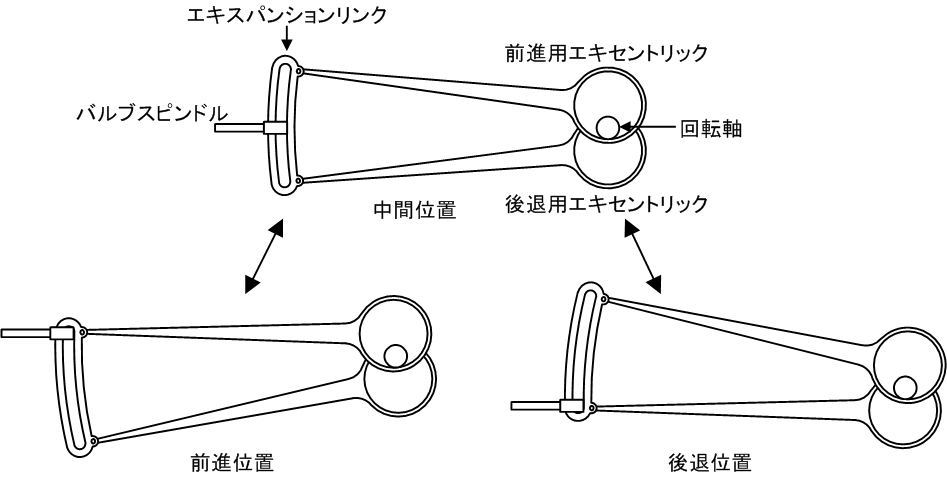
Schémas d'une distribution Stephenson

En 1841 deux employés de l'atelier de locomotive de Stephenson,  William Howe et William Williams, proposèrent le simple expédient consistant à remplacer la fourchette par une glissière courbée  et pivotée par les bielles d'excentrique en ses deux extrémités. Pour changer le sens de rotation la glissière est levée ou abaissée au moyen d'un levier nommée «levier de relevage». Ce dernier est  contrôlé par le conducteur au moyen de la «barre de relevage». Ce mécanisme, non seulement simplifia le renversement, mais il se révéla aussi capable de lever ou descendre le mécanisme par petits pas et ainsi le mouvement combiné des excentriques «avant» et «arrière» en différentes proportions pouvait imprimer au tiroir un mouvement plus court,  coupant l'admission de vapeur plus tôt dans le la course du piston. Une fois la lumière d'admission obturée la vapeur emprisonnée dans le cylindre poursuit son expansion (adiabatique), utilisant sa propre énergie plutôt que de continuer à puiser dans celle de la chaudière. De cette façon, le moteur offre un meilleur rendement en économisant la vapeur.
Il devint commun de démarrer le moteur ou de monter avec une coupure tardive, habituellement entre 70 et 80 % du maximum de la puissance course et de raccourcir la coupure au fur et à mesure que la machine gagne de l'élan pour bénéficier du travail expansif et de l'effet d'une meilleure compression et admission à la fin de chaque course. Un autre avantage intrinsèque de la distribution Stephenson que l'on ne retrouve pas dans les autres types est l'admission variable. Il était possible de réduire considérablement la compression et la (back pressure) à la fin de chaque coup de piston quand on travaillait à basse vitesse ; une fois encore au fur et à mesure que l'on gagnait en élan et que la coupure était raccourcie, l'admission avançait automatiquement et la compression augmentait amortissant le piston à la fin de chaque course et chauffant la vapeur piégée  pour éviter une baisse de température de la vapeur en admission.